# クリストファー・カインドレッド
クリストファー・カインドレッド（Flash Flanagan、1974年4月6日 - ）は、アメリカ合衆国のプロレスラー。イリノイ州ロックフォード出身。

## 来歴
キャリア初期にウルフィー・Dとブラック・シープ（The Blacksheep）とのタッグや、ビリー・トラヴィス、ニコラス・ディンスモア、スティーブン・ドールとのチームで活動していた。1999年にはWWE・マンデー・ナイトローやWWE・ショットガン・サタデー・ナイトでジョバーとして試合をしていた。また、NWA:TNAでも活動し、キャリア初期の元パートナーも所属するThe Disciples of the New Churchの一員として活動していた。TNA離脱後はスラッシュ・ベノム（Slash Venom）のリングネームでIWAプエルトリコに参戦している。2005年に短期間だけROHに参戦している。
その後はユナイテッド・ステイツ・レスリング・オーガナイゼーション（United States Wrestling Organization）、ショータイム・オールスター・レスリング（Showtime All-Star Wrestling）、ニュー・エラ・プロレスリング（New Era Pro Wrestling）やインディアナ州のインディー団体に活動していたが、2012年11月にOVWに復帰、マスクマンと出場して昔のライバルであるトレイラー・パーク・トラッシュを攻撃している。12月にマスクを脱ぎ、ジョゼット・バイナムをマネージャーに加えている。
2013年にOVW TV王座を獲得したことにより、一時期ヘビー級王座、TV王座、タッグ王座の3冠王になったが、9月にイライジャ・バークにタイトルを奪われている。

## 得意技
フランケン・シュタイナー
シリングショット式サマーソルト・スプラッシュ
ウィップ・スラッシュ

## 獲得タイトル
OVW
- OVWヘビー級王座 : 4回
- OVWハードコア王座 : 1回
- OVW TV王座 : 1回
- OVW南部タッグチーム王座 : 5回（w / BJ・ペイン ×1、ダグ・バシャム×1、ニコラス・ディンスモア×1、トレイラー・パーク・トラッシュ×2）

IWAプエルトリコ
- IWA統一世界ヘビー級王座 : 1回
- IWAハードコア王座 : 5回
- IWAインターコンチネンタルヘビー級王座 : 1回
- IWA世界タッグチーム王座 : 6回（w / ミゲル・ペレス×2、アビス×1、チカノ×3）

MCW（Music City Wrestling）
- MCW北アメリカタッグチーム王座 : 1回（w / ウルフィー・D）

NWA
- NWA北米タッグ王座 : 1回（w / ウルフィー・D）

PCW（Pennsylvania Championship Wrestling）
- PCWアメリカン・ヘビー級王座 : 1回
- PCWタッグチーム王座 : 1回（w / グレン・オズボーン）

USWA
- USWA世界タッグチーム王座 : 5回（w / ビリー・トラヴィス×2、スティーブン・ダン×3）

XCW Midwest Championship Wrestling
- XCWミッドウェスト・ヘビー級王座